# داوید مونکوتیه
داوید مونکوتیه (فرانسوی: David Moncoutié‎؛ زادهٔ ۳۰ آوریل ۱۹۷۵) دوچرخه‌سوار اهل فرانسه است.